# Ryszard Danielczyk
Ryszard Danielczyk (ur. 7 lutego 1904 w Warszawie, zm. 23 czerwca 1943 w Otwocku) – duchowny ewangelicko-augsburski, redaktor i działacz narodowy na Górnym Śląsku.

## Życiorys
Syn Władysława Danielczyka, robotnika i Zuzanny z domu Rabke. W 1932 ukończył studia na Wydziale Teologii Ewangelickiej Uniwersytetu Warszawskiego i po ordynacji został wikariuszem stołecznej parafii ewangelicko-augsburskiej.
W latach 1933–1935 był administratorem polskich zborów ewangelickich w Grudziądzu i Wąbrzeźnie oraz w Tczewie, gdzie przyczynił się do ożywienia życia religijnego. W 1934 rozpoczął w Grudziądzu wydawanie dwutygodnika Przegląd Ewangelicki, służącego polskim ewangelikom na Pomorzu i w Wielkopolsce.
Od marca 1935 był prefektem parafii w Rybniku i redaktorem Ewangelika Górnośląskiego, pisma religijno-społecznego wydawanego przez Towarzystwo Polaków Ewangelików na Górnym Śląsku. (do początków 1937 razem z ks. Jerzym Kahané). W 1938 r. został duszpasterzem dla Polaków parafii w Katowicach, gdzie toczyła się wspierana przez wojewodę Michała Grażyńskiego i Tymczasową Radę Kościelną walka o nadanie polskiego oblicza Kościołowi Unijnemu na Górnym Śląsku.
Podczas II wojny światowej został przez okupanta pozbawiony urzędu i – zagrożony aresztowaniem przez gestapo – ukrywał się w Warszawie pod przybranym nazwiskiem Romana Kowalskiego. Został pochowany na Cmentarzu Ewangelicko-Augsburskim w Warszawie (aleja 63, grób 38). W hitlerowskim obozie koncentracyjnym Auschwitz-Birkenau zginął jego brat Henryk Danielczyk (1909–1942). Po wojnie parafianie z Katowic umieścili na grobie ks. Danielczyka napis podkreślający jego zasługi dla polskiego ewangelicyzmu w regionie.